# Pierre Célice
 (février 2022).
Si vous disposez d'ouvrages ou d'articles de référence ou si vous connaissez des sites web de qualité traitant du thème abordé ici, merci de compléter l'article en donnant les références utiles à sa vérifiabilité et en les liant à la section « Notes et références ».
Pierre Célice est un peintre français né dans le 8e arrondissement de Paris le 25 novembre 1932 et mort le 5 avril 2019 à Malakoff.

## Biographie
En 1952, Pierre Célice rencontre le peintre Hayden et travaille alors à Montparnasse.
En 1965, il s'installe en Seine-et-Marne et, en 1968, se consacre à la lithographie. À partir de 1970, parallèlement à la peinture, il exécute des œuvres monumentales, sculptures ou fresques. 
À la fin des années 1970, Pierre Célice sort d'une période longue et difficile, née principalement d'un isolement volontaire à la campagne.
En 1982, il se réinstalle à Paris et participe à plusieurs expositions de groupe.
Début 2010, la mairie d'Évreux confie à Pierre Célice la décoration du musée de la ville. L'installation, temporaire, est en grande partie effacée à la fin de l'exposition, le 16 mai 2010. 

## Œuvre
L’œuvre de Pierre Célice conjugue peintures, dessins intégrant des signes, symboles, bouts de papiers, découpage de formes, coulures, couleurs, écritures, inscriptions.

## Expositions personnelles (sélection)
- 1990 : « Célice », Paris, galerie Mostini[3]
- 1997 : Manufacture des œillets à Ivry-sur-Seine, rétrospective, catalogue
- 1998 : Galerie Giacobbe Spazio à Milan. Galerie Eterso à Paris
- 1999 : Galerie Larock-Granoff à Paris. Galerie Patrick Derdérian à Paris. Galerie A 80 à Bordeaux
- 2001 : Atelier de la Manufacture des œillets à Paris
- 2003 : Tapis - Mobilier national à la manufacture des Gobelins
- 2005 : Foire internationale d'art contemporain à Shanghai
- 2006 : Maison des arts à Malakoff
- 2007 : Agnès b., « Activités »
- 2010 : « Du sol au plafond – Carte blanche à Pierre Célice », Évreux

## Collections nationales
En 1958, 1982 et 1989, le Musée d'art moderne de la ville de Paris, le Fonds national d'art contemporain, le FRAC de la région Haute-Normandie et celui du Languedoc-Roussillon ont fait l'acquisition d'œuvres de Pierre Célice.